# Melica mutica
Melica mutica är en gräsart som beskrevs av Thomas Walter. Melica mutica ingår i släktet slokar, och familjen gräs. Inga underarter finns listade i Catalogue of Life.